# Зосимович Ольга Анатоліївна
Ольга Анатоліївна Зосимо́вич (4 серпня 1909, Одеса — 5 грудня 1975, Одеса) — українська радянська художниця театру; член Спілки радянських художників України з 1963 року.

## Біографії
Народилася 22 липня [4 серпня] 1909 року в місті Одесі (нині Україна). 1930 року навчалася у студії Миколи Прахова у Києві; протягом 1933—1937 років — в Одеському художньому училищі у Дмитра Крайнєва, Олексія Шовкуненка, Юлія Бершадського, Леоніда Мучника (дипломна робота — олійний ескіз «Визволення Одеси»); у 1937—1941 роках — у Ленінградському інституті живопису, скульптури та архітектури у Михайла Бобишова, Олександра Сегала.
З 1944 року — художник-декоратор, згодом художник-постановник Одеського театру опери та балету. Мешкала в Одесі в будинку на вулиці Лизогуба, № 1, квартира № 14. Померла в Одесі 5 грудня 1975 року.

## Творчість
Працювала в галузі театрально-декораційного мистецтва. В Одеському оперному театрі оформила вистави:
- «Сільська честь» П'єтро Масканьї (1944, 1958);
- «Паяци» Руджеро Леонкавалло (1951, 1969);
- «Князь Ігор» Олександра Бородіна (1959, 1962);
- «Баядерка» (1960), «Дон Кіхот» (1966, 1970) Людвіга Мінкуса;
- «Спляча красуня» (1961), «Іоланта» (1971) Петра Чайковського;
- «Галька» Станіслава Монюшка (1962);
- «Спартак» Арама Хачатуряна (1962, 1972);
- «Манон Леско» Джакомо Пуччіні (1963);
- «Казка про царя Салтана» Миколи Римського-Корсакова (1964);
- «Едельвейс» Г. В. Глазачова (1965);
- «Великий вальс» на музику Йоганна Штрауса (1968);
- «Джонні із Гавани» А. Буша (1973)
- «Травіата» Джузеппе Верді (1975, постановка здійснена в 1976 році).

Створила ескізи декорацій та костюмів до вистав:
- «Весілля Фігаро» Вольфганга Амадея Моцарта (1959), «Євгеній Онєгін» Петра Чайковського (1960; обидві — студія Одеської консерваторії);
- «Пер Ґюнт» на музику Едварда Ґріґа (1961, Татарський театр опери та балету);
- «Дюймовочка» Юхима Русинова (1968, Донецький театр опери та балету).

Брала участь у республіканських виставках з 1960 року, зарубіжних — з 1965 року (зокрема в Александрії у 1965 році).
Роботи зберігаються у Державному центральному театральному музеї імені Олексія Бахрушина у Москві.